# Kasteel van Oostkerke

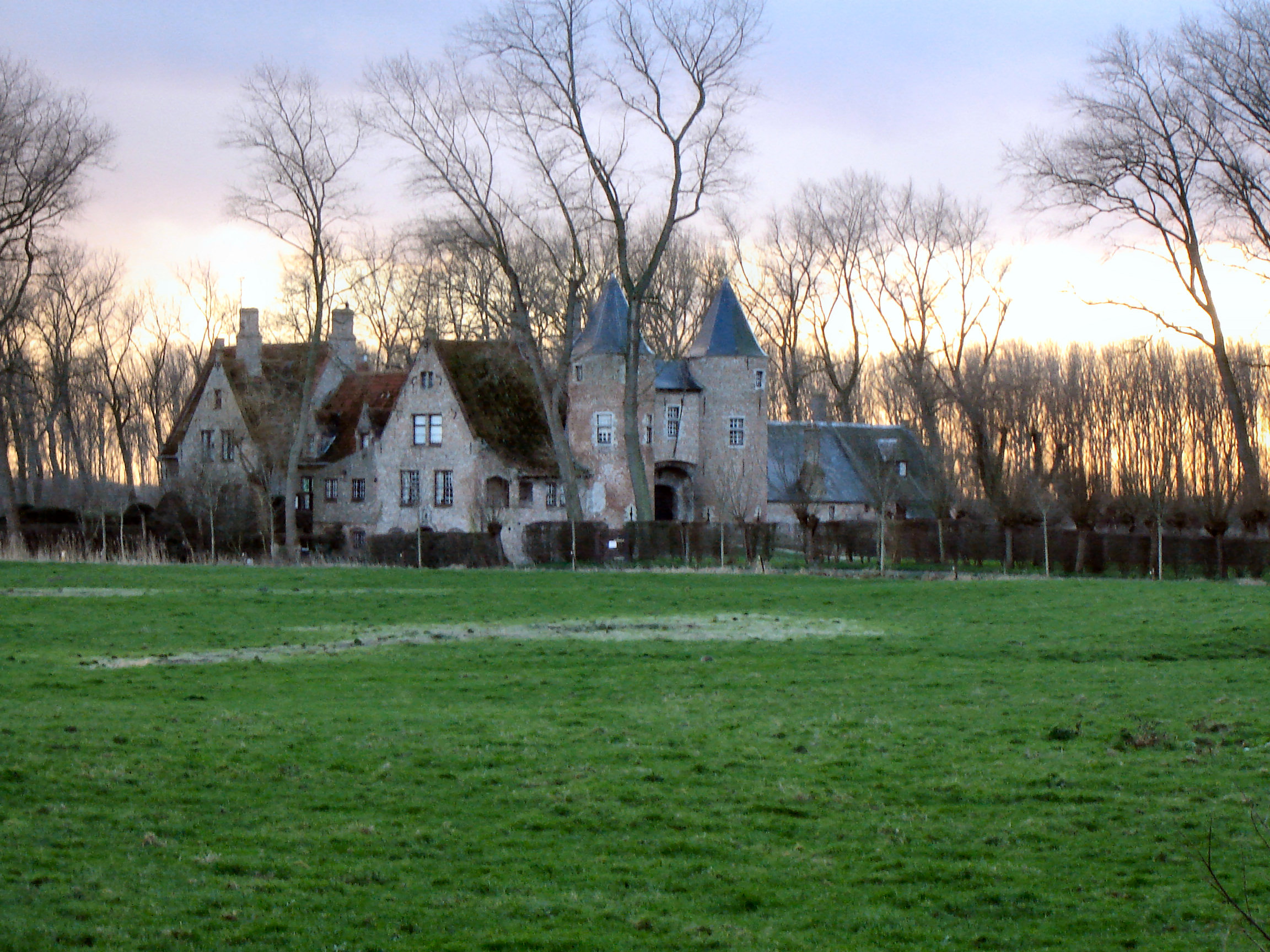
Kasteel van Oostkerke

Het Kasteel van Oostkerke is een kasteel in het polderslandschap van Oostkerke, deelgemeente van Damme, gelegen aan de Spegelsweg 3.

## Geschiedenis
Op deze plaats lag het kasteel van de Heren van Oostkerke. In 1089 werd voor het eerst melding gemaakt van een Heer van Oostkerke, en wel Dodinus van Oostkerke. Vanaf de 10e of 11e eeuw was er op deze plaats al een bouwwerk, mogelijk een houten donjon. In de 13e eeuw stond er een bakstenen donjon op rechthoekige plattegrond. In 1358 werd Den Hove van Oostkerke voor het eerst schriftelijk vermeld. In de 14e eeuw werd namelijk een omwald kasteel gebouwd met een opperhof, die de eigenlijke feodale woning bevatte, en een neerhof. Het opperhof was ommuurd en bezat drie torens. Het neerhof werd geflankeerd door twee forse torens en omvatte onder meer een duiventoren en een ijskelder.
In 1462 overleed Margaretha van Oostkerke, waarmee het geslacht Van Oostkerke uitstierf. Door vererving kwam het domein in handen van de familie de Fever-de Baens, in 1529 van de familie Croÿ. Dezen woonden er lang niet altijd, het kasteel raakte in verval, de Godsdiensttwisten en een storm (1606) deden de rest. In 1623 werd de familie De Corte de eigenaar. Filips de Corte herstelde het kasteel, zodat het elementen in Brugse renaissancestijl ging bevatten. Omstreeks 1700 werd het opperhof echter gesloopt en werd het neerhof in het vervolg als kasteel gebruikt. Op de plaats van het opperhof verscheen een boomgaard.
In 1799 werd het kasteel door het Franse bewind openbaar verkocht, maar werd door de voormalige eigenaar teruggekocht. Na enige wisselingen van eigenaar kwam het aan de familieMabesoone, feitelijk boeren en molenaars. Het kasteel raakte weer enigszins vervallen, en in 1908 werd het verkocht aan de familie Van der Borght. Robert van der Borght liet restauraties uitvoeren in historiserende stijl, maar tijdens de Eerste Wereldoorlog werd het kasteel zwaar beschadigd. In 1922 liet hij het opnieuw restaureren. In 1937 werd het kasteel verkocht aan Jozef van der Elst. Deze kocht domeingronden aan en liet een tuin ontwerpen door Mien Ruys. Een neorenaissancegebouw, ontworpen door Luc Viérin, werd gerealiseerd.
Tijdens de Tweede Wereldoorlog, einde 1944, had het kasteel opnieuw zwaar te lijden door artilleriebeschietingen en inundaties. In de jaren '50 van de 20e eeuw werden tuinen heraangelegd en het kasteel hersteld.

## Gebouw
Het huidige kasteel ligt in de noordoostelijke hoek van het vroegere neerhof. Het poortgebouw met de twee ronde torens is 14e-eeuws. Naast enkele 18e-eeuwse delen zijn er veel gebouwen uit de eerste helft van de 20e eeuw (1922, 1950) welke in historiserende stijl werden uitgevoerd.

## Domein
Vooral de door Mien Ruys ontworpen, en in het begin van de jaren '50 van de 20e eeuw aangelegde, tuinen zijn van belang. Er is harmonie met het omringende polderlandschap gerealiseerd, en ook de historische elementen (grachten, muurresten) werden in het ontwerp geïntegreerd. De romp van de Oude Molen werd eveneens aangekocht en fungeert als uitkijktoren.